# Heathenreel
Heathenreel è il primo studio album della band power metal/folk metal italiana Elvenking pubblicato nel 2001.

## Tracce
1. To Oak Woods Bestowed – 0:46
2. Pagan Purity – 4:36
3. The Dweller of Rhymes – 4:49
4. The Regality Dance – 5:47
5. White Willow – 5:59
6. Skywards – 5:33
7. Oakenshield – 6:36
8. Hobs An' Feathers – 2:28
9. Conjuring of the 14th – 6:38
10. A Dreadful Strain – 4:14
11. Seasonspeech – 7:39

## Tracce bonus dell'edizione giapponese
1. Penny Dreadful (cover degli Skyclad) – 3:11

## Formazione
- Damnagoras - voce
- Jarpen - chitarra, voce
- Aydan - chitarra, voce
- Gorlan - basso
- Zender - batteria

### Ospiti
- Pauline Tacey - soprano
- Laura De Luca - voce su "Seasonspeech"
- Christiano Bergamo - tastiere su "The Regality Dance", "Skywards", "Oakenshield", "Conjuring of the 14th" e "A Dreadful Strain"
- Paolo Torresani - tastiere su "Pagan Purity", "The Dweller of Rhymes" e "White Willow"
- Umberto Corazza - flauto
- Paolo Polesel - fiddle